# Fagocytóza

Průřez buňkou přijímající fagocyticky potravu, její strávení a vyvržení

Fagocytóza (z řeckého „phagein“ – sníst; sežrat a „kutos“ – duté plavidlo) je endocytický proces pohlcování pevných částic (≥ 0,5 μm) z okolního prostředí buňkami. Pozřením částice se vytvoří fagozom, organela pro trávení. Odlišuje se od dalších mechanismů pozření částic nebo tekutiny, například od pinocytózy.
Fagocytózou se některé jednobuněčné organismy živí. Příkladem mohou být kořenonožci, z nichž nejznámější je díky této schopnosti měňavka (amoeba). V těle mnohobuněčných organismů je fagocytóza používaná jako prostředek obrany proti patogenním mikroorganismům nebo se tímto způsobem odstraňují cizorodé částice a vlastní buňky zaniklé procesem apoptózy (přestárlé a poškozené buňky a jejich zbytky). Na tuto činnost jsou v imunitním systému vyčleněny specializované buňky fagocyty (makrofágy a neutrofilní granulocyty).

## Historie
Proces fagocytózy jako první pozoroval a popsal Ilja Iljič Mečnikov.

## Role v imunitním systému
Fagocytóza je klíčový proces v přirozeném imunitním systému. Je to jedna z prvních linií obrany proti infekci, zároveň může aktivovat odpověď adaptivního imunitního systému. Ačkoliv je fagocytózy schopna většina buněčných typů, některé buněčné typy provádějí fagocytózu jako část své hlavní funkce. Tyto se nazývají "profesionální fagocyty." Fagocytóza je evolučně starý proces, nachází se už u bezobratlých živočichů.

### Profesionální fagocytické buňky
Mezi profesionální fagocyty se počítají neutrofily, makrofágy, monocyty, dendritické buňky, osteoklasty a eozinofily. První tři vyjmenované mají největší roli v odpovědi na většinu infekcí.
Neutrofily mají za úkol kolovat v krvi a do tkání se dostávat až v případě zánětu nebo infekce. Vystupují skrze stěny cév procesem zvaným diapedéza. Funkcí neutrofilů je fagocytovat a zabíjet pozřené patogenní mikroorganismy. Fagocytóza je nejčastěji iniciována Fcγ receptory a receptory komplementu 1 a 3. Neutrofily jsou specializované na přímé zabíjení pozřených patogenů, jsou tedy vybavené širokým repertoárem baktericidních molekul. Ty jsou předem vytvořené a skladované v granulách. Granuly obsahují trávicí enzymy, nejčastěji proteázy, myeloperoxidázu, laktoferrin a antimikrobiální peptidy. Příkladem proteáz mohou být kolagenáza, gelatináza nebo serinové proteázy. Degranulace do fagozomu, kterou doprovází oxidativní vzplanutí, je výrazně antimikrobiální. Monocyty a makrofágy, které z nich vznikají, opouštějí krevní řečiště a zůstávají ve tkáních. Tvoří rezidentní populaci buněk, která tvoří jakousi ochranou bariéru proti infekci. Makrofágy iniciují fagocytózu přes manózový receptor, scavenger receptory, Fcγ receptory a receptory komplementu 1, 3 a 4. Makrofágy žijí dlouho a také si dlouho zachovávají schopnost fagocytózy a tvorby nových lyzozomů.
Dendritické buňky jsou taktéž rezidentní populací ve tkáních a pohlcují částice fagocytózou i pinocytózou. Nemají za úkol patogeny zabít a zničit, ale rozložit na peptidy pro antigenní prezentaci buňkám adaptivního imunitního systému.

### Fagocytické receptory
Receptory pro iniciaci fagocytózy mohou být rozděleny podle rozpoznávaných struktur na dvě skupiny. První rozpoznávají povrchy opsonizované molekulami buněčného nebo plazmatického původu. Jako příklady mohou posloužit receptory pro IgG protilátky nebo komplement. Do druhé skupiny patří receptory, které rozpoznávají struktury na površích patogenů. Sem patří manózový receptor, jiné lektinům podobné receptory, scavenger receptory nebo Dectin 1. V některých případech je vyžadován kromě signálu od fagocytického receptoru ještě signál druhý, a to od pattern recognition receptorů aktivovaných molekulárními vzory asociovanými s patogeny (PAMPs).

#### Fcγ receptory
Tyto receptory rozpoznávají cíle obalené IgG protilátkami. Konkrétní rozpoznávaná část je Fc fragment. Molekuly receptoru obsahují intracelulární aktivační ITAM motiv, případně se asociují s ITAM-obsahujícími adaptorovými molekulami. ITAM domény převádějí signál z receptorů dovnitř buňky. Aktivující receptory lidských makrofágů jsou FcγRI, FcγRIIA, a FcγRIII. Fagocytóza závislá na Fcγ receptorech vyvolává tvorbu vychlípenin kolem pohlcované částice, anglicky nazývanou "phagocytic cup" = fagocytický pohárek. Zároveň vyvolává oxidativní vzplanutí.

#### Komplementové receptory
Receptory pro komplementové podjednotky rozeznávají hlavně C3b, C4b a C3bi depozitované na površích částic. Extracelulární doména je tvořená lektinovou komplement-vázající doménou. Rozpoznání cílové struktury komplementovým receptorem není dostatečné pro zahájení fagocytózy, je nezbytný další signál. Makrofágy exprimují komplementové receptory CR1, CR3 a CR4. Na rozdíl od Fc-iniciované fagocytózy se částice opsonizované komplementem "propadají" do membrány bez tvorby vychlípenin a panožek.

#### Manózový receptor
Manóza a jiné cukry, které se vyskytují na površích patogenů, jako třeba fukóza, jsou rozpoznávané manózovým receptorem. Extracelulární část receptoru je tvořená osmi lektinovými doménami. Mechanismus, kterým dochází k fagocytóze po aktivaci manózového receptoru, je odlišná od Fcγ zprostředkované i komplementovým receptorem zprostředkované fagocytózy.

### Fagozom
Pohlcení materiálu je zprostředkované aktino-myozinovou kontraktilní kortikální sítí. Fagozom je kompartment vzniklý kolem pohlceného materiálu. Pohybuje se směrem k centrozomu a postupně splývá s lyzozomy a různými granuly, čímž se mění ve fagolyzozom. Fagolyzozom se postupně okyseluje, čímž se aktivují enzymy a dochází k degradaci.
Degradace může být závislá na kyslíku i nezávislá na kyslíku.
- Degradace závislá na kyslíku je založená na tvorbě reaktivních kyslíkových radikálů. Je závislá na NADPH. Aktivace myeloperoxidázy veda až k tvorbě chlornanových aniontů.[6]
- Degradace nezávislá na kyslíku je založená na uvonění obsahu granul, které obsahují proteolytické enzymy a antimikrobiální peptidy, například defenziny. Mezi proteázy patři lysozym, kolagenáza, hyaluronidáza, lipázy, elastáza, ribonukleázy a deoxyribonukleázy, prostě celé spektrum degradačních enzymů. Obsažený je i laktoferrin, který z fagozomu vyvazuje železo a tím činí prostředí ještě nehostinnější pro mikroby.[3][4]

## Role v apoptóze
Pro udržení homeostázy ve tkáních je nutné odstraňovat odumřelé buňky. Tuto funkci mají především makrofágy. Apoptotické buňky jsou identifikovány na základě intracelulárních molekul prezentovaných na povrchu buňky. Mezi tyto "eat me" signály patří fosfatidylserin, kalretikulin nebo oxidovaný LDL.

## Role v přijímání potravy jednobuněčných organizmů
Fagocytózou přijímají potravu mnozí jednobuněční živočichové. Dokonce i u primitivních mnohobuněčných organizmů, například Trichoplax, buňky využívají fagocytózu a pinocytózu pro získání potravy z trávicí dutiny.
U některých jednobuněčných organismů, například améb, je potrava obalená panožkami. U jiných je přijímána takzvanými buněčnými ústy, oblastí na membráně, kde dochází k fagocytóze.
Stejně jako u fagocytických buněk mnohobuněčných organismů, dochází i u jednobuněčných k tvorbě fagozomu, fagolyzozomu a ke strávení potravy pomocí enzymů.